# Neoperla gaufini
Neoperla gaufini és una espècie d'insecte plecòpter pertanyent a la família dels pèrlids.

## Hàbitat
En el seu estadi immadur és aquàtic i viu a l'aigua dolça, mentre que com a adult és terrestre i volador.

## Distribució geogràfica
Es troba als Estats Units: Indiana, Kentucky i Ohio.